# Lisa Sparks
Lisa Sparks (Bowling Green, 6 oktober 1976), voorheen in de spelling Lisa Sparxxx, is het pseudoniem van een Amerikaanse pornoactrice.

## Biografie
Sparks begon met het maken van pornofilms in 2003. Een jaar daarvoor had ze al haar eigen website opgezet. In 2004 zette ze een record neer: ze werd op één dag gepenetreerd door 919 verschillende mannen.

## Filmografie
- Baby Fat 3
- Black Tease
- Bra Busters
- Babes In Pornland 18: White Trash Babes
- Big Boob Bangeroo 27
- Biggest Black Girth On Earth 8
- Black & White
- Black Attack Gang Bang 1
- Busty Beauties 6
- Deep Throat Virgins 7
- Dirtier Debutantes 4
- Gangbangers 1: Lisa Sparxxx 40 Man Gb
- Gag Factor 13
- Heavy Handfuls 3
- Homegrown Video 614
- Homegrown Video 618
- Horny Housewives In Heat 13
- Juggies
- Knee Pad Nymphos 6 Dcummings
- Leave It To Cleavage
- Lisa Sparxxx Amateur Gangbang GM Video
- Lisa's Dark Desires
- Lisa Sparxxx And Lady X: Double Dp
- M.i.l.f. Money 4
- Milf Explorer
- Mondo Extreme 58: Plugin' All The Holes Gang Bang
- My Ass Is Yours
- Negro In Mrs. Jones 6 Roberthill
- Paste My Face
- Real Big Tits 17
- School Of Hard Knockers
- Screw My Wife Please 32 (and Make Her Sweat Like A Pig) Wildlife
- Sex Machines 4
- She's A Team Player 2
- Swing Shift
- Swing Shift 4
- The Head Clinic
- Toe Jam 2
- Tonsil Washer
- Titty Mania 12 Heatwave
- Truly Nice Tits 7: Super Sized
- We Swallow 3
- White And Thick
- Wives Gone Black